# Jules van Oppen
Jules Louis Antoine van Oppen (Maastricht, 10 mei 1882 – Kamp Vught, 16 februari 1943) was een Nederlandse geestelijke en verzetsstrijder.
Hij was de jongste zoon van advocaat en procureur Eugène van Oppen, die in 1885 door moord om het leven kwam. Na zijn priesterwijding op 27 maart 1909 werd Jules van Oppen leraar aan het Pro-gymnasium in Venlo. Dat bleef hij tot 1920, toen hij werd benoemd tot kapelaan in Houthem. In die Zuid-Limburgse plaats vertoefde hij maar kort, want in 1921 werd hij bouwpastoor in Roermond. Na de realisering van de Heilig Hartkerk daar, was hij in de nieuwe Heilig Hartparochie tot 1927 pastoor. Op 17 oktober 1927 volgde zijn benoeming tot pastoor-deken te Venlo. In die functie onderscheidde hij zich doordat hij niet alleen veel aandacht besteedde aan de normale zielzorg, maar ook veel werk maakte van de devotie voor Onze-Lieve-Vrouwe van Genooi en zich inzette voor de restauratie van de vele kunstschatten van de Sint Martinuskerk. Onder zijn leiding werd de kapel van Genooi opgeknapt en werden tal van processies en bedevaarten naar Genooi georganiseerd. Deken Van Oppen was verder betrokken bij de totstandkoming van het nieuwe Venlose Sint-Jozefziekenhuis, dat in 1933 in gebruik werd genomen.
Op 16 september 1935 ging Jules van Oppen samen met circa zevenduizend parochianen op bedevaart naar Genooi, waar zij protesteerden tegen het "moderne heidendom" van het nationaalsocialisme. "Niemand blijve afzijdig!", aldus Van Oppen. "Allen, allen bidden voor het behoud van het geloof, voor de vrije uitoefening van het geloof, voor de katholieke school en organisatie en pers!" 
Na de inval van de Duitsers op 10 mei 1940 voerde hij actie tegen de Duitse films die in de Venlose bioscopen werden gedraaid. Deze waren naar de mening van de kerk "immoreel en anti-vaderlands". Voor zijn filmadviezen werd hij diverse malen door de Duitsers ter verantwoording geroepen. De deken trok er zich echter niets van aan. Gevolg was dat hij na zijn waarschuwing voor de film Kora Terry, met Marika Rökk  in de hoofdrol, die in mei 1942 in de Venlose bioscopen draaide, in september 1942 werd opgepakt. 
Van Oppen kwam in Kamp Amersfoort terecht, van waaruit hij op 16 januari 1943 naar Kamp Vught werd gebracht als zogenaamde schutzhäftling. In dat concentratiekamp is hij op 16 of 17 februari van dat jaar overleden. Volgens de Duitse autoriteiten bezweek hij aan een hartaanval. Volgens zijn biograaf Mesters was Van Oppen echter binnen een paar weken een menselijk wrak geworden en stervende. Nog voor zijn overlijden werd hij in het lijkenhuis gelegd, waar hij stierf. Deken Van Oppen was daarmee het eerste oorlogsslachtoffer onder de Limburgse geestelijkheid.
Hoewel de Duitsers rouwbetoon verboden hadden, werd Van Oppen begraven vanuit de Martinuskerk, op 24 februari 1943. Voor de uitvaartdienst, geleid door de bisschop Lemmens van Roermond, zat de kerk helemaal vol en de uitvaart werd een publieke demonstratie tegen het nationaalsocialisme.  Na de oorlog werd in Venlo een straat naar hem vernoemd, de Deken Van Oppensingel.